# Udeme Ekpeyong
Udeme Ekpeyong (* 28. März 1973) ist ein ehemaliger nigerianischer Sprinter, der sich auf den 400-Meter-Lauf spezialisiert hatte.
International trat er vor allem als Staffelläufer in Erscheinung. So belegte er mit der nigerianischen 4-mal-400-Meter-Staffel bei den Olympischen Spielen 1992 in Barcelona den fünften Rang. Bei den Leichtathletik-Weltmeisterschaften 1995 in Göteborg feierte er mit dem Gewinn der Bronzemedaille in der Staffel den bedeutendsten Erfolg seiner Karriere. Als Startläufer seiner Mannschaft platzierte er sich gemeinsam mit Kunle Adejuyigbe, Jude Monye, Sunday Bada in einer Zeit von 3:03,18 min hinter den Staffeln der Vereinigten Staaten und Jamaikas. Dagegen verpasste er bei den Olympischen Spielen 1996 in Atlanta mit der Staffel den Finaleinzug.
Ekpeyongs größter Erfolg als Einzelstarter war der Gewinn der Silbermedaille im 400-Meter-Lauf bei der Universiade 1995 in Fukuoka. Bei den Leichtathletik-Weltmeisterschaften 1999 in Sevilla erreichte er über diese Distanz die Viertelfinalrunde.
Udeme Ekpeyong ist 1,79 m groß und hatte ein Wettkampfgewicht von 68 kg.

## Bestleistungen
- 400 m: 45,26 s, 21. Mai 1994, Odessa (Texas)